# Pellenes hadaensis
Espèce
Pellenes hadaensis est une espèce d'araignées aranéomorphes de la famille des Salticidae.

## Distribution
Cette espèce est endémique d'Arabie saoudite.

## Étymologie
Son nom d'espèce, composé de hada et du suffixe latin -ensis, « qui vit dans, qui habite », lui a été donné en référence au lieu de sa découverte, Al Hada.

## Publication originale
- Prószyński, 1993 : Salticidae (Araneae) of Saudi Arabia II. Fauna of Saudi Arabia, vol. 13, p. 27-54.